# Xavier McKeever
Xavier McKeever (* 14. August 2003 in Canmore, Alberta) ist ein kanadischer Skilangläufer.

## Werdegang
McKeever startete im Dezember 2018 in Vernon erstmals im Nor-Am-Cup, wobei er den 49. Platz im Sprint errang. Bei den Junioren-Skiweltmeisterschaften 2019 in Lahti kam er auf den 52. Platz im Sprint, auf den 44. Rang über 10 km Freistil sowie auf den 11. Platz mit der Staffel und bei den Junioren-Skiweltmeisterschaften 2020 in Oberwiesenthal auf den 44. Platz im Sprint, auf den 32. Rang im 30-km-Massenstartrennen sowie auf den 17. Platz über 10 km klassisch. Zudem gewann er dort mit der Staffel die Silbermedaille. Im folgenden Jahr lief er bei den Junioren-Skiweltmeisterschaften 2021 in Vuokatti auf den 38. Platz im Sprint, auf den 37. Rang über 10 km Freistil und auf den sechsten Platz mit der Staffel. In der Saison 2021/22 siegte er im Sprint in Canmore erstmals im Nor-Am-Cup und erreichte zum Saisonende den vierten Platz in der Gesamtwertung. Zudem wurde er kanadischer Meister im Sprint und belegte bei den Junioren-Skiweltmeisterschaften 2022 in Lygna den 45. Platz im Sprint, den sechsten Rang über 10 km klassisch, den fünften Platz im 30-km-Massenstartrennen sowie den vierten Platz mit der Staffel. Im März 2022 nahm er in Drammen erstmals am Skilanglauf-Weltcup teil, wobei er den 44. Platz im Sprint errang. In der folgenden Saison gewann er den Sprint bei der US Super Tour in Sun Valley und erreichte mit vier Top-Zehn-Platzierungen, darunter Platz drei im Sprint in Vernon sowie Rang zwei im Sprint in Prince George den dritten Platz in der Gesamtwertung des Nor-Am-Cups. Zudem kam er bei vier Weltcups in die Punkteränge und lief bei den U23-Weltmeisterschaften 2023 in Whistler auf den 28. Platz über 10 km Freistil, auf den 16. Rang im Sprint sowie auf den 13. Platz im 20-km-Massenstartrennen. Beim Saisonhöhepunkt, den Nordischen Skiweltmeisterschaften 2023 in Planica, belegte er den 60. Platz über 15 km Freistil, den 44. Rang im Skiathlon, den 35. Platz im Sprint und den fünften Platz mit der Staffel. In der Saison 2023/24 gewann er in Mont Sainte-Anne drei Rennen im Nor-Am-Cup und kam in Canmore mit dem 19. Platz im Sprint erstmals im Weltcup unter den ersten 20.

## Siege bei Continental-Cup-Rennen
| Nr. | Datum             | Ort              | Disziplin                       | Serie         |
| --- | ----------------- | ---------------- | ------------------------------- | ------------- |
| 1.  | 11. Januar 2022   | Canmore          | Sprint klassisch                | Nor-Am Cup    |
| 2.  | 10. Dezember 2022 | Sun Valley       | Sprint klassisch                | US Super Tour |
| 3.  | 4. Januar 2024    | Mont Sainte-Anne | Sprint Freistil                 | Nor-Am Cup    |
| 4.  | 6. Januar 2024    | Mont Sainte-Anne | 10 km klassisch Individualstart | Nor-Am Cup    |
| 5.  | 7. Januar 2024    | Mont Sainte-Anne | 20 km Freistil Massenstart      | Nor-Am Cup    |
| 6.  | 2. Januar 2025    | Thunder Bay      | Sprint klassisch                | Nor-Am Cup    |
| 7.  | 3. Januar 2025    | Thunder Bay      | 20 km klassisch Massenstart     | Nor-Am Cup    |
| 8.  | 6. Januar 2025    | Thunder Bay      | Sprint Freistil                 | Nor-Am Cup    |